# Raymond Kaelbel
Raymond Kaelbel (* 31. Januar 1932 in Colmar/Département Haut-Rhin; † 17. April 2007 in Strasbourg) war ein französischer Fußballspieler.

## Die Vereinskarriere
Raymond Kaelbel spielte zunächst in seiner Heimatstadt bei SR Colmar und wechselte als 18-Jähriger zum elsässischen „Flaggschiff“ Racing Strasbourg in die Division 1. Gleich in seinem ersten Jahr dort (1950/51) gewann die Mannschaft den französischen Pokal, aber der rechte Außenverteidiger wurde von seinem Trainer langsam an die Ligaelf herangeführt und auch im Pokalfinale nicht aufgestellt. Ein Jahr später stieg er mit Strasbourg in die zweite Liga ab und 1953 sofort wieder auf. Zu mehr als Mittelfeldplätzen hat es in der höchsten Spielklasse aber nicht gereicht. Persönlich hingegen lief es sehr viel besser für Kaelbel: 1954 wurde er zum Nationalspieler.
1956 verließ er Strasbourg, um bei der AS Monaco auf höherem Niveau spielen zu können. Dies gelang ihm nach mehreren vergeblichen Anläufen der Monegassen dann 1960 (im Pokal) und 1961 (in der Meisterschaft) auch tatsächlich. In den Jahren an der Côte d’Azur war Kaelbel von der Verteidiger- in die Mittelläuferposition gerückt, allerdings vor 1960 nur im Verein – in der Nationalmannschaft hingegen war auf dieser Position Robert Jonquet gesetzt, dessen Verein Stade Reims in der Liga auch meist vor Monaco platziert war.
Dem Pokalsieg, zu dem Raymond Kaelbel diesmal auch bis ins Endspiel aktiv beigetragen hatte, folgten zwei Vereinswechsel (1961 zu Le Havre AC, 1962 zu Stade de Reims, das gerade seinen sechsten Meistertitel gewonnen hatte), die beide alles andere als erfolgreich endeten: 1962 stieg Le Havre, 1964 Reims aus der ersten Liga ab. Daraufhin kehrte Kaelbel mit 32 Jahren nach Strasbourg zurück, spielte auch dort noch fünf Jahre und gewann 1966 ein weiteres Mal die Coupe de France (im Finale übrigens als linker Läufer aufgestellt).
Eine besondere Spezialität Kaelbels waren seine gewaltigen Einwürfe, die er mühelos deutlich über 30 Meter weit an den eigenen Mitspieler zu adressieren vermochte.

### Stationen
- Sports Réunis Colmar (bis 1950)
- Racing Club Strasbourg (1950–1956, davon 1952/53 in der Division 2)
- Association Sportive Monaco (1956–1961)
- Le Havre Athletic Club (1961/62)
- Stade de Reims (1962–1964)
- Racing Club Strasbourg (1964–1969)

## Der Nationalspieler
Raymond Kaelbel bestritt zwischen Juni 1954 und September 1960 insgesamt 35 Länderspiele für les Bleus und erzielte dabei ein Tor (1960 beim 6:0 gegen Chile), darunter auch die Begegnung gegen die „Helden von Bern“, die Frankreich im Oktober 1954 in Hannover mit 3:1 gewann. Er nahm an zwei Weltmeisterschaften teil (1954 und 1958), bestritt dort sämtliche acht Spiele der Équipe Tricolore und gehörte somit auch zu den Spielern, die Frankreichs bis dahin größten Erfolg, einen dritten Platz (6:3 gegen Deutschland), errangen.

## Leben nach der aktiven Zeit
Anschließend hat sich Kaelbel als Trainer versucht (u. a. bei den Pierrots Vauban Strasbourg) und für den Sportartikelhersteller Le Coq Sportif gearbeitet. Zudem ist er viele Jahre Stammgast im Stade de la Meinau gewesen, um den Verein zu unterstützen, für den er selbst elf Jahre lang gespielt hat; bis zu seinem Tod im April 2007 war er zudem Mitglied des Verwaltungsbeirats von Racing Strasbourg.

## Palmarès
- Französischer Meister: 1961 (mit Monaco)
- Französischer Pokalsieger: 1951 und 1966 (mit Strasbourg), 1960 (mit Monaco)
- Europapokal der Landesmeister: Teilnahme 1962/63 (4 Spiele mit Reims)
- 35 A-Länderspiele (5 in seiner Zeit bei Strasbourg, 30 bei Monaco), 1 Tor
- Weltmeisterschaftsteilnehmer 1954 und 1958 (in allen 8 Spielen der Bleus eingesetzt)
- Dritter bei der WM 1958
- 479 Einsätze und 44 Tore in der D1 (222/13 für Strasbourg, 159/25 für Monaco, 28/0 für Le Havre, 70/6 für Reims)